# Franz Karl Ludwig von Wied zu Neuwied
Franz Karl Ludwig von Wied zu Neuwied (* 19. Oktober 1710 in Neuwied; † 9. Oktober 1765 ebenda) war ein preußischer Generalleutnant, Ritter des Schwarzen Adlerordens und Chef eines nach ihm benannten Infanterieregiments.

## Leben

### Herkunft
Er war der jüngste Sohn des Grafen Friedrich Wilhelm zu Wied-Neuwied (1684–1737) und der Luise Charlotte von Dohna (1688–1736), einer Tochter des Generalfeldmarschalls Alexander von Dohna.

### Militärkarriere
Durch seinen Großvater kam Wied in die Preußische Armee. Im Mai 1730 bekam er im Infanterieregiment „von Sydow“ eine eigene Kompanie. 1736 wurde er Major im Infanterieregiment „von Kleist“, nahm 1737 seinen Abschied und ging nach Ungarn. Er wurde kaiserlicher Oberstleutnant im Dragonerregiment „Savoyen“ und blieb dort bis zum Ende des Krieges mit den Türken. Am 23. Juli 1739 übel zugerichtet und erheblich verwundet, kehrte Franz Carl Ludwig nach Neuwied zurück, wo sein Vater Graf Friedrich Wilhelm zu Wied-Neuwied (* 1684) am 17. September 1737 verstorben war, und vertrat an Stelle seines in Paris und Wien sich aufhaltenden Bruders Friedrich Alexander, wie schon vor dem Kriege, die Regierung der Grafschaft Wied-Neuwied.
1740 ging er erneut in preußische Dienste unter König Friedrich II. Am 18. April 1742 avancierte Wied zum Oberst und Kommandeur des Füsilierregiments „von Dohna“.
Einen besonderen Auftrag bekam er am 31. Mai 1744 in Wesel. Mit dem Tod des letzten Fürsten von Ostfriesland fiel das Land an Preußen. Wied hatte den Auftrag, mit 400 Mann von Wesel nach Ostfriesland zu ziehen, um das Erbe zu sichern.
Am 27. Juli 1746 übernahm er das Infanterieregiment „von Riedesel“. Am 28. September 1749 wurde er zum Generalmajor und am 3. April 1760 zum Generalleutnant befördert. Nach seinem tapferen Verhalten in der Schlacht bei Liegnitz bekam er am 16. August 1760 den Schwarzen Adlerorden.
Während des Siebenjährigen Krieges kämpfte er 1756 in Sachsen und 1757 in Böhmen und Schlesien. Während der Schlacht von Breslau verteidigte er die Festung Brieg. Nachdem der König in Schlesien angekommen war, war er bei der Belagerung von Breslau und 1758 bei der von Olmütz. Er kämpfte in den Schlachten von Zorndorf, Kunersdorf, Liegnitz und Torgau. Daneben befehligte er ein Korps, mit dem er die schlesischen Gebirge sicherte und 1762 bis nach Böhmen vorstieß. Nach der Übergabe von Schweidnitz führte er das Korps nach Sachsen und nach dem Frieden im Jahr 1763 zurück nach Minden.
Er starb am 9. Oktober 1765 in Neuwied angeblich durch einen Unfall mit einem Jagdgewehr.
Sein Name wurde 1851 auf einer der Ehrentafeln am Reiterstandbild Friedrichs des Großen verewigt.

### Dukatensozietät
1746 gründete er die Dukatensozietät, eine nach dem Schneeballsystem funktionierende Gesellschaft, die wenig später als „gefährlich“ eingestuft und verboten wurde.

### Familie
Wied heiratete am 3. September 1747 Sophia Louise von Dohna-Carwinden (1727–1749), Tochter des Grafen Friedrich Ludwig zu Dohna-Carwinden. Das Paar hatte eine Tochter, die kurz nach der Geburt 1749 starb.